# 1619 Ueta
Ueta (asteróide 1619) é um asteróide da cintura principal, a 1,8474935 UA. Possui uma excentricidade de 0,1755953 e um período orbital de 1 225,33 dias (3,36 anos).
Ueta tem uma velocidade orbital média de 19,89626277 km/s e uma inclinação de 6,21376º.
Esse asteróide foi descoberto em 11 de Outubro de 1953 por Tetsuyasu Mitani.